# République de Kruševo
 (novembre 2021).
3 – 13 août 1903
(10 jours)
Entités précédentes :
- Empire ottoman

Entités suivantes :
- Empire ottoman

La république de Kruševo (aussi orthographié république de Krouchevo ; en macédonien : Крушевска Република,, en bulgare : Крушевска република,, en aroumain : Republica di Crushuva) est une entité politique de courte durée proclamée en 1903 par les rebelles de l'Organisation révolutionnaire secrète macédonienne-Andrinople (IMRO) à Kruševo pendant le soulèvement anti-ottoman d'insurrection d'Ilinden. Selon les récits bulgares et macédoniens ultérieurs, c’est l'une des premières républiques modernes des Balkans.

## Histoire
Le 3 août 1903, les rebelles prennent la ville de Kruševo dans le vilayet de Monastir de l'Empire ottoman (actuelle Macédoine du Nord) et établissent un gouvernement révolutionnaire. L'entité n'existe que pendant 10 jours : du 3 août au 13 août. Elle est dirigée par Nikola Karev, le leader de l'ORIM, rejetant le nationalisme des minorités ethniques et favorisant les alliances avec les musulmans ordinaires contre le Sultanat, tout en soutenant l'idée d'une fédération balkanique.

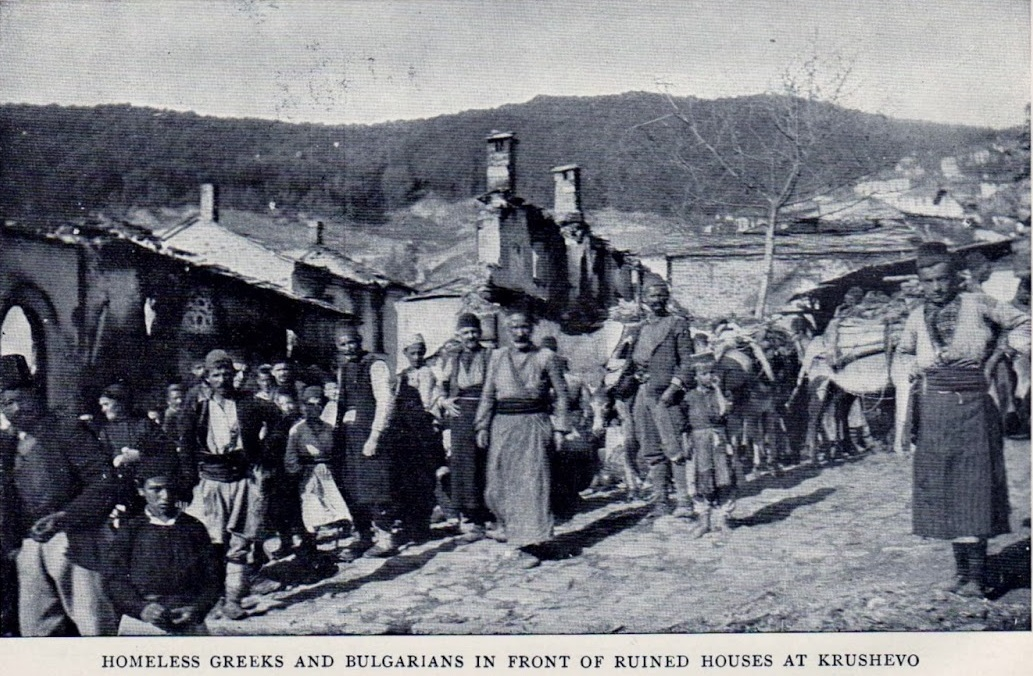
Habitants sans-abri de Kruševo devant les ruines de la ville. En ce qui concerne la fuite du quartier bulgare de la destruction, une corruption a été soupçonnée, ou la fin d'une explosion de munitions qui est toujours là.

Parmi les différents groupes ethnoreligieux (les millets) à Kruševo, un Conseil républicain est élu avec 60 membres, parmi lesquels 20 représentants de trois groupes : Aroumains, exarchistes bulgares et patriarchistes grecs,,,. Le Conseil élit également un organe exécutif — le gouvernement provisoire — avec six membres (deux de chaque groupe mentionné), dont le devoir est de promouvoir la loi et l'ordre et de gérer les fournitures, les finances et les soins médicaux. Le présumé « Manifeste de Kruševo » est publié dans les premiers jours suivant la proclamation. Rédigé par Nikola Kirov, il décrit les objectifs du soulèvement, appelant la population musulmane à unir ses forces au gouvernement provisoire dans la lutte contre la tyrannie ottomane, pour atteindre la liberté et l'indépendance. Nikola Kirov et Nikola Karev sont tous deux membres du Parti social-démocrate des travailleurs bulgares, d'où ils tirent leurs idées de gauche.

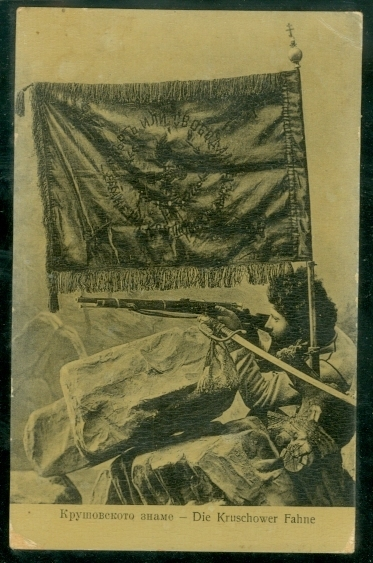
Carte postale bulgare représentant un insurgé avec le drapeau de Kruševo cheta

Cependant, un problème d'identification ethnique se pose. Karev qualifie tous les membres du Conseil local de « frères bulgares ». De leur côté, les insurgés de l'IMRO arborent des drapeaux bulgares et tuent cinq patriarchistes grecs, sont accusés d'être des espions ottomans, et agressent ensuite les musulmans locaux turcs et albanais. Tant que la ville est contrôlée par les comitadjis bulgares, la majorité patriarchiste est soupçonnée et terrorisée. À l'exception des Aroumains exarchistes bulgarophiles,, (comme Pitu Guli et sa famille), la plupart des membres des autres communautés ethnoreligieuses rejettent l'IMRO comme pro-bulgare,.
Initialement surpris par le soulèvement, le gouvernement ottoman prend des mesures militaires extraordinaires pour le réprimer. La bande de Pitu Guli (cheta) tente de défendre la ville des troupes ottomanes venant de Bitola. L'ensemble du groupe et leur chef (voïvode) périssent. Après de féroces batailles près de Mečkin Kamen, les Ottomans réussissent à détruire la république de Kruševo, commettant des atrocités contre les forces rebelles et la population locale. À la suite du tir, la ville est partiellement incendiée. Après le pillage de la ville par les troupes turques et les bashi-bouzouks albanais, les autorités ottomanes font circuler une déclaration à signer par les habitants de Kruševo, indiquant que les comitadjis bulgares ont commis les atrocités et pillé la ville. Quelques citoyens la signent sous la pression administrative.

## Fête
La célébration des événements de Kruševo commence pendant la Première Guerre mondiale, lorsque la région, alors appelée sud de la Serbie, est occupée par la Bulgarie. Naum Tomalevski, nommé maire de Kruševo, organise la célébration nationale du 15e anniversaire du soulèvement d'Ilinden. Sur le lieu de la bataille de Mečkin Kamen, un monument et une fontaine commémorative sont construits. Après la guerre, ils sont détruits par les autorités serbes, qui continuent de mettre en œuvre une politique de serbianisation forcée. La tradition de célébrer ces événements est rétablie pendant la Seconde Guerre mondiale dans la région qui s’appelle déjà Vardarska Banovina et qui est officiellement annexée par la Bulgarie.
Pendant ce temps, les partisans communistes macédoniens pro-yougoslaves nouvellement organisés développent l'idée d'une sorte de continuité socialiste entre leur lutte et la lutte des insurgés à Kruševo. De plus, ils exhortent la population à lutter pour la « Macédoine libre » et contre les « occupants bulgares fascistes ». Après la guerre, l'histoire se poursuit en république socialiste de Macédoine, où la république de Kruševo est incluse dans son récit historique. Les nouvelles autorités communistes effacent avec succès les derniers sentiments bulgarophiles. Dans le cadre des efforts visant à prouver la continuité de la nouvelle nation macédonienne et des anciens insurgés, ils affirment que les militants de l'IMRO ont une identité consciemment macédonienne. La création de cette entité éphémère est considérée aujourd'hui en Macédoine du Nord comme un prélude à l'indépendance de l'État macédonien moderne.
Le musée de l'insurrection d'Ilinden est fondé en 1953 à l'occasion du 50e anniversaire de la république de Kruševo. Il est situé dans la maison vide de la famille Tomalevski, où la république a été proclamée, bien que la famille ait émigré depuis longtemps en Bulgarie. En 1974, un énorme monument est construit sur la colline au-dessus de Kruševo, ce qui marque l'exploit des révolutionnaires et de l'ASNOM . Dans la région, il y a un autre monument appelé Mečkin Kamen.

## Galerie

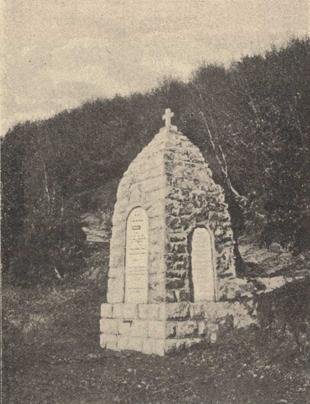
Le monument de la bataille de Mečkin Kamen construit par les autorités bulgares pendant la Première Guerre mondiale.
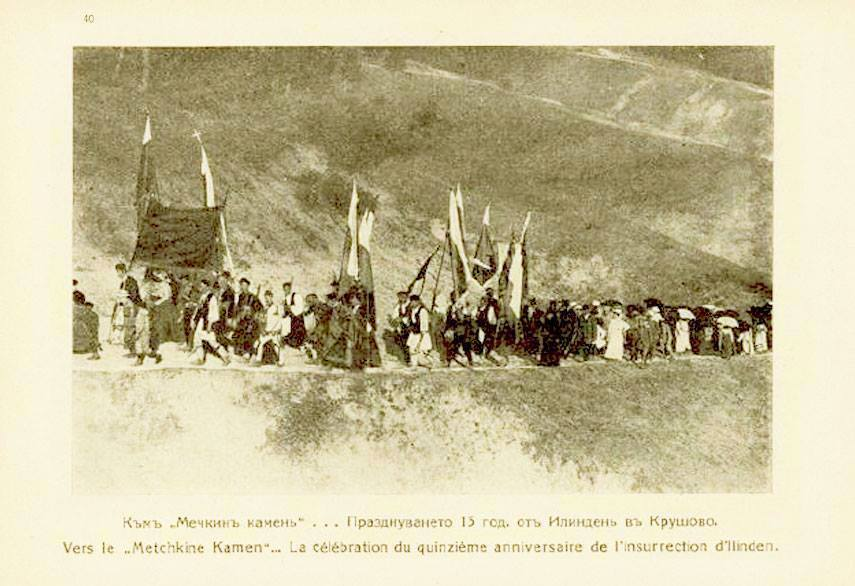
Célébration du 15e anniversaire des événements de Kruševo en 1918 pendant l'occupation bulgare.
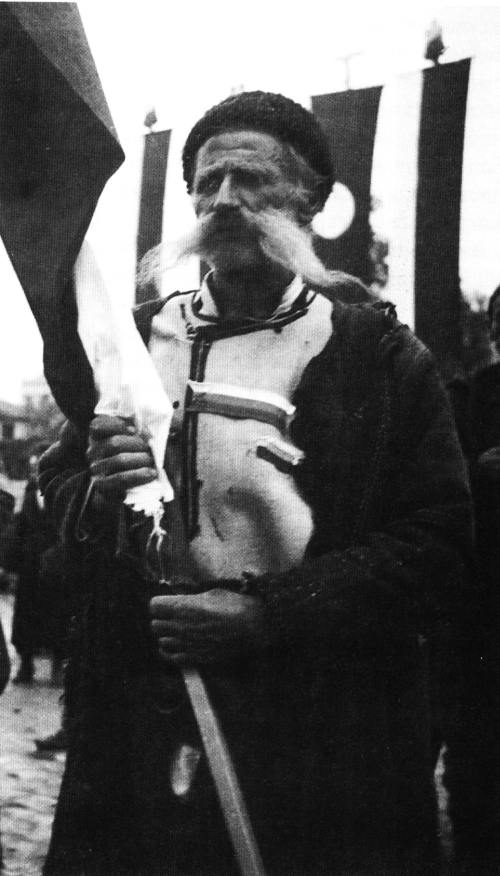
Ancien comitadji, célébrant le soulèvement d'Ilinden à Kruševo en 1943, lors de l'annexion bulgare.
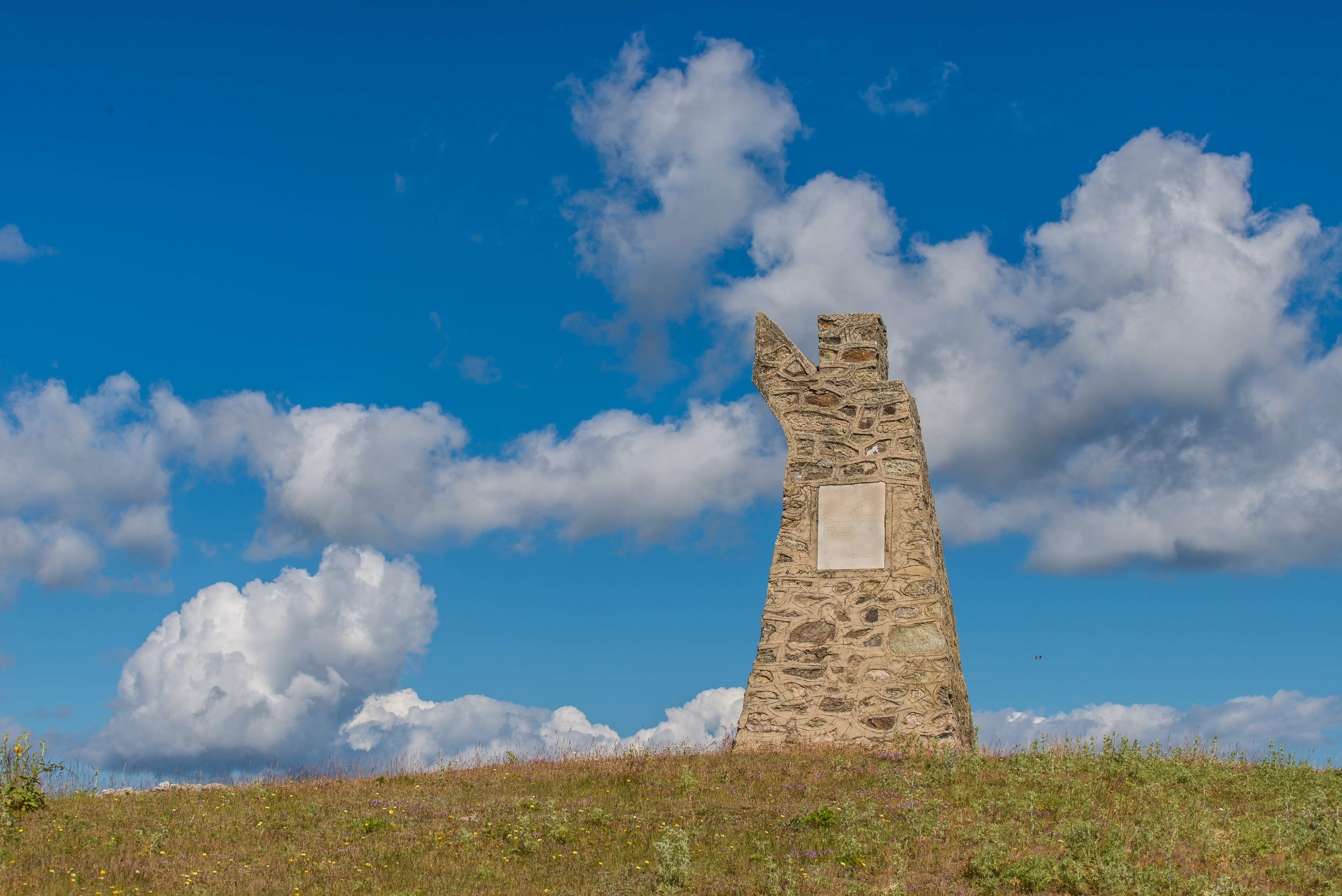
Le monument de la bataille de Sliva, près de Kruševo.
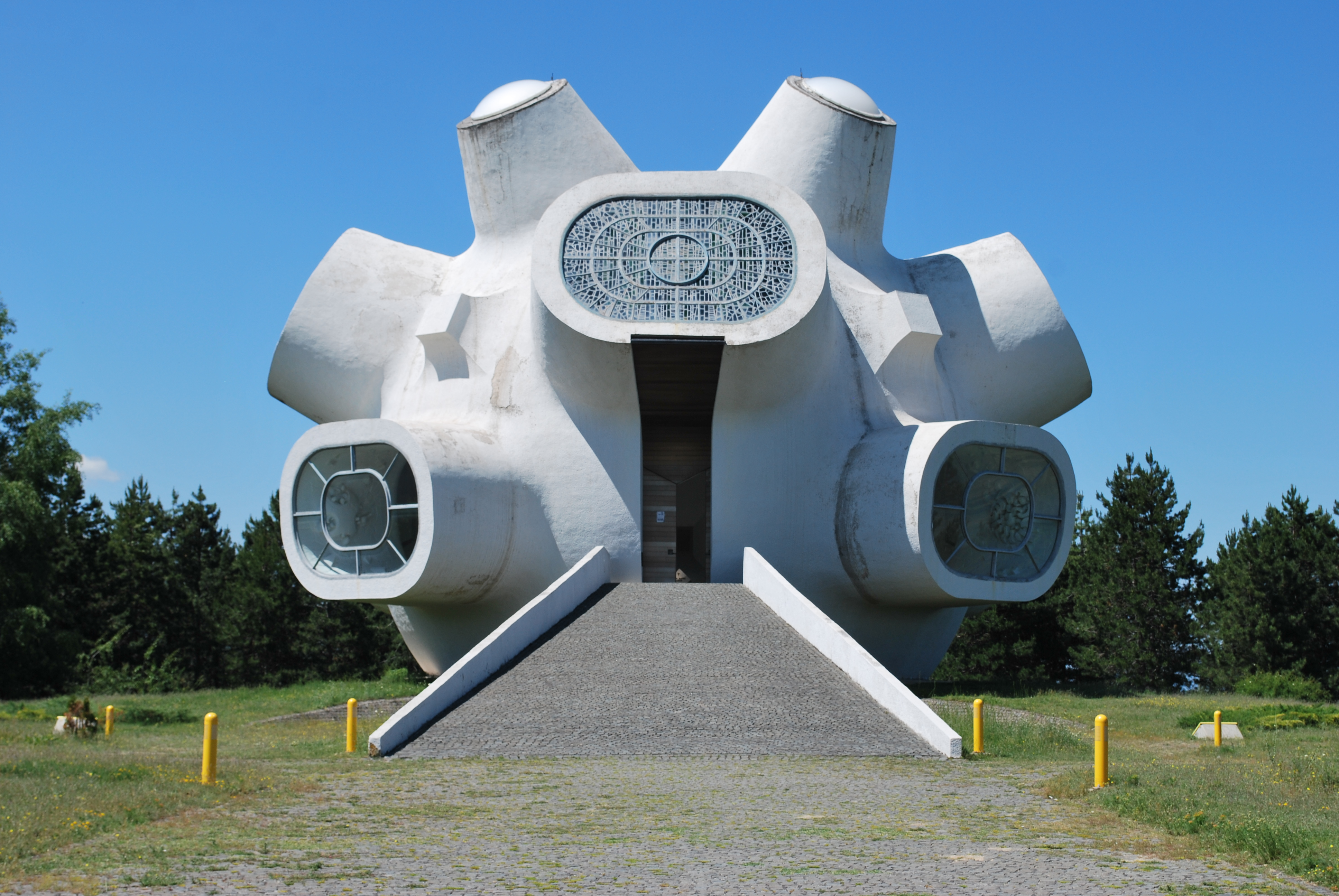
Ilinden (mémorial) construit par les autorités yougoslaves en 1974.
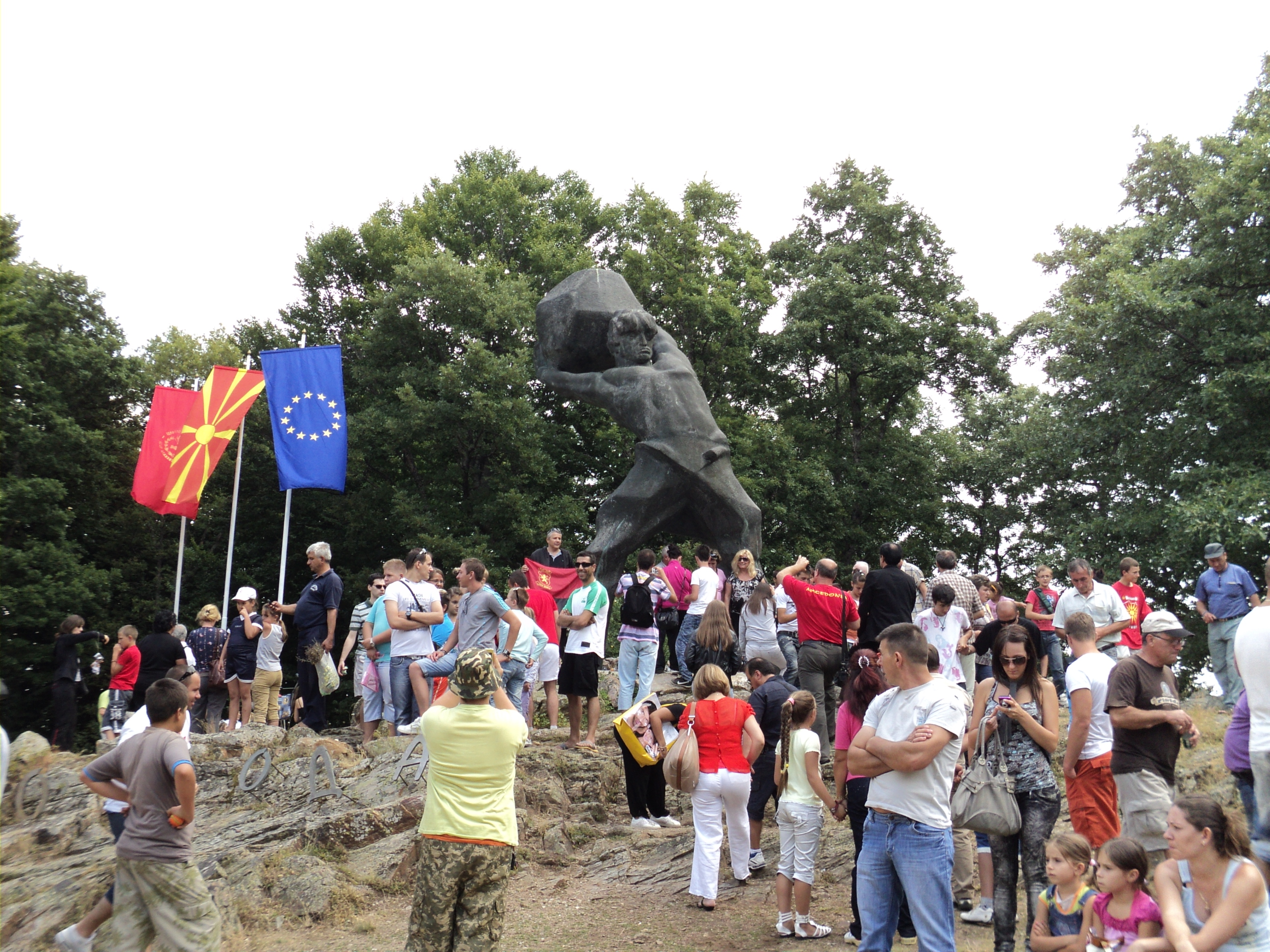
Célébration d'Ilinden le 2 août 2011 à Mechkin Kamen, république de Macédoine.
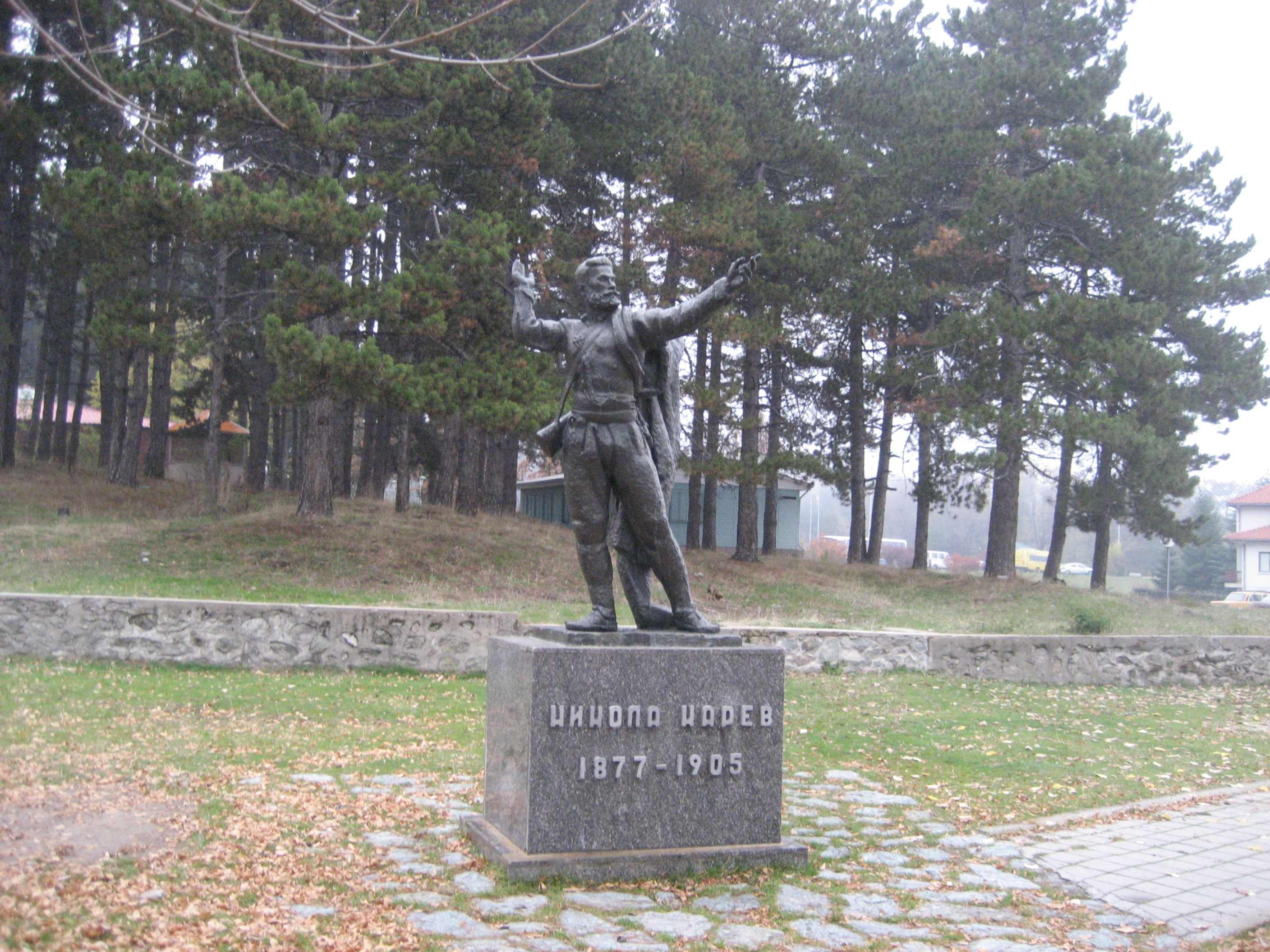
Monument de Nikola Karev à Kruševo.